# Michał Piwnicki
Michał Piwnicki (Volja, 29 settembre 1771 – Žytomyr, 29 maggio 1845) è stato un vescovo cattolico polacco.

## Biografia
Eletto vescovo di Ramata in partibus e coadiutore di Luc'k e Žytomyr nel 1826, nel 1828 succedette al vescovo Kasper Kazimierz Cieciszowski, elevato al rango di arcivescovo di Mogilev e primate cattolico russo.

## Genealogia episcopale e successione apostolica
La genealogia episcopale è:
- Cardinale Scipione Rebiba
- Cardinale Giulio Antonio Santori
- Cardinale Girolamo Bernerio, O.P.
- Vescovo Claudio Rangoni
- Arcivescovo Wawrzyniec Gembicki
- Arcivescovo Jan Wężyk
- Vescovo Piotr Gembicki
- Vescovo Jan Gembicki
- Vescovo Bonawentura Madaliński
- Vescovo Jan Małachowski
- Arcivescovo Stanisław Szembek
- Vescovo Felicjan Konstanty Szaniawski
- Vescovo Andrzej Stanisław Załuski
- Arcivescovo Adam Ignacy Komorowski
- Arcivescovo Władysław Aleksander Łubieński
- Vescovo Andrzej Stanisław Młodziejowski
- Arcivescovo Kasper Kazimierz Cieciszowski
- Vescovo Franciszek Borgiasz Mackiewicz
- Vescovo Michał Piwnicki

La successione apostolica è:
- Arcivescovo Ignacy Ludwik Pawłowski (1829)
- Vescovo Andrzej Benedykt Kłągiewicz (1830)